# 与梦想同行
与梦想同行（英语：Grasp a Dream）是凤凰卫视于2011年开播的短节目，主持人为许戈辉（2015年2月至12月加入艾楚怡；2016年1月至8月加入郭洋子），周一至周五播出，时长4分钟。节目追踪有梦想的人来鼓励更多有梦想的人的继续向前。

## 冠名
- 自开播至2013年，节目由完美中国冠名赞助，定名为完美·与梦想同行。
- 2014年至2015年，节目改由南山集团冠名赞助，定名为南山集团·与梦想同行。
- 2016年起，节目沒有冠名赞助商。

## 播出时间[2]
- 凤凰卫视中文台：香港时间周一至周五19:55-20:00首播，周二至周六00:30-00:35重播。
- 凤凰卫视欧洲台：格林威治时间周二至周六08:55-09:00。
- 凤凰卫视美洲台：美国西岸时间周一至周五18:55-19:00。
- 凤凰卫视澳洲版：悉尼时间周二至周六17:55-18:00。

## 节目内容
节目关注一些追梦并圆梦的人士进行讲述，通常一周讲述一个人物。